# 15 Pułk Piechoty Obrony Krajowej
15 Pułk Piechoty Obrony Krajowej Opawa (niem. 15. Landwehrinfanterieregiment Troppau lub 15 Landwehr Infanterie-Regimenter Troppau) – pułk piechoty cesarsko-królewskiej Obrony Krajowej. 

## Historia pułku
Pułk został utworzony w 1889 roku w Wiedniu jako pułk Obrony Krajowej.
Okręg uzupełnień Obrony Krajowej Opawa (niem. Troppau) na terytorium 1 Korpusu.
Kolory pułkowe: trawiasty (grasgrün), guziki srebrne z numerem pułku „15”. W lipcu 1914 roku skład narodowościowy pułku: 82% – Niemcy.
Dyslokacja w latach 1903–1914: dowództwo oraz wszystkie bataliony oprócz III w Opawie. III batalion stacjonował w Šumperku (niem. Mährisch Schönberg).
W 1914 roku pułk wchodził w skład 92 Brygady Piechoty Obrony Krajowej należącej do 46 Dywizji Piechoty Obrony Krajowej.
W czasie I wojny światowej pułk walczył z Rosjanami w 1914 i 1915 roku w Galicji. Żołnierze pułku są pochowani m.in. na cmentarzach wojennych nr: 314 w Bochni, 263 w Zaborowie oraz 248 w Dąbrowie Tarnowskiej.
11 kwietnia 1917 roku oddział został przemianowany na Pułk Strzelców Nr 15 (niem. Schützenregiment Nr. 15).

## Żołnierze
Komendanci pułku
- płk Viktor Ansion (1903)
- płk Karl Kraus (1904–1909)
- płk Wratislaw Pichler (1910)
- płk Emil Pattay von Ključ (1911–1914)

Podoficerowie
- aspirant oficerski rez. Beniamin Obstler